# Haetosmia vechti
Haetosmia vechti är en biart som först beskrevs av Peters 1974.  Haetosmia vechti ingår i släktet Haetosmia och familjen buksamlarbin. Inga underarter finns listade i Catalogue of Life.